# Третий день
«Третий день» (англ. The Third Day) — британско-американский телевизионный мини-сериал в жанре фолк-хоррора, созданный Феликсом Барреттом и Деннисом Келли. Главные роли в нём сыграли Джуд Лоу, Наоми Харрис, Кэтрин Уотерстон, Джон Даглиш. Премьера сериала в США состоялась 14 сентября 2020 года на канале HBO и в Великобритании 15 сентября 2020 года на канале Sky Atlantic.

## Сюжет
Сериал состоит из трёх взаимосвязанных частей. Первая, «Лето», снятая режиссером Марком Манденом, рассказывает о Сэме (Джуд Лоу), который попадает на таинственный остров Оси у побережья Англии и сталкивается с группой островитян, стремящихся любой ценой сохранить свои традиции.
Вторая часть сериала «Осень» была показана в формате 12-часового прямого эфира событий на острове. Онлайн-трансляция должна была позволить зрителям «Третьего дня» «вжиться» в происходящую историю. Во второй части снялись Джуд Лоу и другие члены актерского состава сериала. Одну из ролей сыграла певица Флоренс Уэлч.
Третья часть сериала «Зима», снятая режиссером Филиппой Лоуторп, рассказывает о Хелен (Наоми Харрис), которая приезжает на остров в поисках ответов, но её прибытие ускоряет борьбу за решение судьбы Оси.

## В ролях
| В главных ролях - Джуд Лоу — Сэм - Кэтрин Уотерстон — Джесс - Джон Даглиш — Ларри - Марк Льюис Джонс — Джейсон - Джесси Росс — Эпона - Ричард Бреммер — «Отец» - Пэдди Консидайн — мистер Мартин - Эмили Уотсон — миссис Мартин - Фрейя Аллан — Кайль - Бёрье Лундберг — профессор Мимир - Флоренс Уэлч — Вероника - Пол Кэй — «ковбой» - Наоми Харрис — Хелен - Нико Паркер — Элли - Шарлотта Гэрднер-Михел — Талула | Второстепенный состав - Стэнли Окленд — Нейтан - Уилл Роджерс — Дэнни - Амер Чадха-Патель — священник - Лорен Бирн — Миа - Том Лоуренс — Томо - Анна Калдер-Маршалл — Маргарет - Джордж Поттс — Алан - Хилтон Макрэй — Дженни |

## Список серий
| № в сериале | Название                                     | Режиссёр                     | Автор сценария                            | Дата премьеры    | Зрителей в США, млн |
| Часть 1: Лето | Часть 1: Лето                                | Часть 1: Лето                | Часть 1: Лето                             | Часть 1: Лето    | Часть 1: Лето       |
| --- | -------------------------------------------- | ---------------------------- | ----------------------------------------- | ---------------- | ------------------- |
| 1 | «Пятница. Отец» «Friday – The Father»        | Марк Манден                  | Деннис Келли                              | 14 сентября 2020 | 0,207               |
| .Мужчина по имени Сэм отправляется на побережье рядом с островом Оси, чтобы у ручья оплакать сына, погибшего девять лет назад. Жена говорит ему по телефону, что из офиса пропали 40 000 фунтов стерлингов — деньги, необходимые Сэму для подкупа чиновника, который может помочь спасти их садовый центр. Сэм слышит крики и шум в лесу и становится свидетелем того, как молодая девушка Эпона хочет повеситься на дереве, а мальчик помогает ей натянуть верёвку. Сэм спасает Эпону и везёт через периодически затопляемую дамбу на Оси, в паб, принадлежащий семье Мартинов. Эпона говорит, что с ней не было мальчика, однако Сэм снова видит его на острове, и мальчик убегает. Из-за начавшегося прилива Сэм не может уехать, и мистер Мартин приглашает его остаться на ночь. Вечером Сэм напивается в компании с местными жителями и Джесс, американским антропологом, приехавшей на остров на фестиваль. Ночью Сэм просыпается в своей машине и находит в багажнике пакет с 40 000 фунтами стерлингов. |                                              |                              |                                           |                  |                     |
| 2 | «Суббота. Сын» «Saturday – The Son»          | Марк Манден                  | Деннис Келли                              | 21 сентября 2020 | 0,183               |
| Сэм и Джесс просыпаются в одной постели и понимают, что накануне спьяну занимались сексом. Сэм рассказывает Джесс об убийстве его сына Нейтана беженцем из Румынии. Он находит старого пьянчугу Мимира, в лачуге которого собрано много газетных вырезок об этом убийстве. Островитяне в масках преследуют Сэма и угрожают ему, пока отец Эпоны Ларри не отпугивает их выстрелом из дробовика. Затем Ларри грозит Сэму пистолетом, обвиняя его в смерти брата Эпоны. Сэм говорит Джесс, что на острове он испытывает дежа вю. Он отправляется на большую землю, но передумывает на полпути и решает остаться. Во время фестиваля Джесс и Сэм принимают ЛСД. Мартины сообщают им, что Ларри и его банда с оружием придут убивать Сэма, потому что Ларри видел, как Эпона обнимала и целовала его. Миссис Мартин провожает его в часовню, где он может спрятаться, но Ларри находит Сэма и оглушает его ударом монтировки по голове. |                                              |                              |                                           |                  |                     |
| 3 | «Воскресенье. Призрак» «Sunday – The Ghost»  | Марк Манден                  | Деннис Келли                              | 28 сентября 2020 | 0,144               |
| После принудительного крещения Отцом из религиозной секты острова Сэм узнаёт от Мимира, что является потомком основателя Оси Чаррингтона и будущим Отцом Оси. Отказавшись принять на себя эту «священную миссию», он оглушает Ларри, который собирался его утопить, и сбегает. Сэм пытается покинуть остров пешком, но попадает в ловушку прилива. Его спасает Джесс, которая спрашивает его о 40 000 фунтов стерлингов, найденных под раковиной в их номере. Мартины рассказывают Сэму, что его сын был похищен и всё ещё жив. Сэм называет эти слова безумием и собирается покинуть остров. Он снова гонится за таинственным мальчиком, который приводит его в часовню. На алтаре лежит труп Эпоны со вспоротым животом. Миссис Мартин следует за ним с ружьем и объясняет, что Эпона пожертвовала собой, чтобы исцелить Оси. Миссис Мартин желает его смерти, чтобы Нейтан мог стать отцом Оси. Сэм убегает от неё и покидает остров на лодке вместе с Джесс. Однако та пригоняет лодку обратно к причалу и сообщает, что её дочери находятся в заложниках у жителей острова, собравшихся на пирсе. Отец приветствует Сэма, благодарит его и стреляет себе в голову. Толпа ликует, а Сэм бежит к Главному дому, чтобы встретиться с Нейтаном. |                                              |                              |                                           |                  |                     |
| Часть 2: Осень |                                              |                              |                                           |                  |                     |
| — | «Осень» «Autumn»                             | Феликс Барретт и Марк Манден | Феликс Барретт, Кэт Дагген и Эмили Майтон | 3 октября 2020   | –                   |
| Ежегодно на острове Оси устраивают фестиваль «Эзус и море». Именно тогда дети острова проходят инициацию и становятся взрослыми. Каждый год выбирают мальчика или девочку для прохождения «пути Эзуса», череды испытаний, схожих с путем Христа на Голгофу. В особенный год, когда Оси нуждается в новом лидере, Сэму как потенциальному Отцу также предстоит пройти эти испытания. Пройдя «путь Эзуса», он должен доказать, что у него достаточно сил, и наладить связь с островом. |                                              |                              |                                           |                  |                     |
| Часть 3: Зима |                                              |                              |                                           |                  |                     |
| 4 | «Понедельник. Мать» «Monday – The Mother»    | Филиппа Лоуторп              | Кит де Ваал, Дин О'Локлин и Деннис Келли  | 5 октября 2020   | 0,106               |
| Через девять месяцев после событий первых трёх серий на Оси прибывает женщина по имени Хелен со своими дочерьми Элли и Талулой (Лу). Хелен забронировала коттедж на день рождения Элли, но обнаруживает, что на острове царит разруха, а в коттедж их отказываются заселять. Ей предлагают уехать до закрытия дамбы, но она продолжает искать жильё. Хелен перевязывает голову владельцу единственной гостиницы на острове, который, по всей видимости, был избит, а затем впадает в панику, увидев, что Элли разговаривает с Ларри. После пугающих столкновений с островитянами и пропажи она оказывается в пабе. Измученная, испуганная и отчаявшаяся Хелен требует, чтобы Мартины предоставили ей место для ночлега. Мартины объясняют, что машину Хелен эвакуировали, так как она мешала проезду, и угощают семью ужином. Устроившись в номере наверху, Лу включает планшет, чтобы поиграть, но Хелен забирает его и кладёт на прикроватную тумбочку. На главном экране планшета появляется семейная фотография двух дочерей, их матери и отца — Сэма. |                                              |                              |                                           |                  |                     |
| 5 | «Вторник. Дочь» «Tuesday – The Daughter»     | Филиппа Лоуторп              | Кит де Ваал, Дин О'Локлин и Деннис Келли  | 12 октября 2020  | 0,167               |
| Хелен и её дочери просыпаются от крика. В пабе внизу Джесс рожает в окружении толпы островитян. Хелен как бывший ветеринар предлагает свою помощь. Она поворачивает ребенка, который находится в поперечном предлежании, чтобы роды прошли нормально. Хелен спрашивает мистера Мартина, не видел ли он её пропавшего мужа Сэма, который может находиться на острове. Тот лжёт, говоря, что не видел Сэма. Дочь Джесса Кайл говорит Элли, что она может посетить особенное место, где жители острова тайно исповедуют свою религию. Джесс исчезает. В поисках её Хелен находит пьяного доктора Дженни, владельца отеля, которому она раньше помогала. Он говорит, что видел Сэма, и разъярённая Хелен требует от Мартинов объяснений. Те говорят, что хотели скрыть супружескую неверность Сэма и что он покинул Оси три месяца назад, чтобы вернуться к жене. Когда Хелен и дочери собираются уезжать с острова, они замечают Джесс, идущую в море, отводят её в коттедж, и Хелен помогает ей родить девочку. Обрадованная Джесс просит Хелен пойти в Главный дом и привести Сэма, чтобы он смог увидеть свою дочь. Хелен говорит своим девочкам остаться с Джесс, но Элли уходит с Кайл, которая приводит её в пещеру с символами и рассказывает об истории Оси и о том, что основатель общины Чаррингтон был Джеком Потрошителем. Лу рассказывает Джесс, что у нее был брат по имени Нейтан, после чего Джесс достаёт нож и готовится убить Лу, но та выбирается через окно и убегает. |                                              |                              |                                           |                  |                     |
| 6 | «Последний день. Тьма» «Last Day – The Dark» | Филиппа Лоуторп              | Деннис Келли                              | 19 октября 2020  | 0,174               |
| Хелен встречает Сэма, он рассказывает ей о том, что ему пришлось пережить, и говорит, что Нейтан жив. Она следует за Сэмом в Главный дом, но обнаруживает, что мальчик, который рисует пугающие картинки, не Нейтан, - он слишком маленький и с другим цветом кожи. Сэм утверждает, что остров особенный, что он любит Хелен и что он хочет, чтобы его семья снова была вместе, но она в ярости называет Сэма паразитом и требует отдать ей деньги, которые он забрал. Кайл говорит Элли, что её отец находится на острове и что её семья должна уехать, но Джесс приказывает сжечь их машину и перегородить дамбу. Она намерена сделать свою дочь лидером Оси. Союзники Джесс начинают убивать тех, кто выступает на стороне Сэма, Отца Оси. Джесс рассказывает Элли, что её новорождённый ребёнок — сестра Элли, а миссис Мартин говорит Хелен, что человек, убивший настоящего Нейтана, перед этим похитил его для жителей острова. Мистера Мартина убивают, Джесс пытается убедить Элли, что её семья должна остаться на острове. Когда Элли встречается с родителями, Сэм извиняется перед ней и говорит, что её брат жив, чем приводит в ярость Хелен. Джесс объявляет жителям острова, что её дочь по имени Эпона станет Матерью Оси и что все будут в безопасности, но по её приказу миссис Мартин убивают, а Сэма и Хелен отводят в паб, где под кроватью прячется Лу. Сэм ведет семью в отель, чтобы забрать Элли, и в часовню, чтобы спасти мальчика по имени Нейтан, и убивает его похитителей. Он отдаёт пакет с деньгами Хелен и велит ей уехать с девочками на рассвете. Хелен не дожидается, пока откроется дамба, а уходит в темноте, плывя в ледяной воде и буксируя девочек в лодке. Втроем они успешно добираются до материка, когда наступает утро. |                                              |                              |                                           |                  |                     |

## Создание и оценки
О начале работы над проектом стало известно в июне 2019 года. Марк Манден стал режиссёром первых трёх серий, Филиппа Лоуторп — режиссёром трёх финальных, Деннис Келли написал сценарий. Главная мужская роль изначально предназначалась Джуду Лоу. В июле 2019 года к актёрскому коллективу присоединились Кэтрин Уотерстон, Эмили Уотсон и Пэдди Консидайн, в августе — Наоми Харрис и Джон Даглиш. Съёмки начались в июле того же года в Великобритании, на острове Оси и его дамбе. Премьера состоялась 14 сентября 2020 года на канале HBO. Спецвыпуск «Осень» протяженностью 12 часов транслировался на Sky Arts в Великобритании и на Facebook во всем мире.
Обозреватель Афиши.ру Станислав Зельвенский констатировал, что идея сериала выглядела «невероятно интригующе и амбициозно», но её реализация «может быть, не на сто процентов оправдывает высокие ожидания»: «Третий день» показался критику слишком монотонным и вторичным. Рецензенты отмечают чрезмерную загадочность сюжета. Британское издание The Sun даже собрало в отдельной публикации высказывания зрителей, возмущённых недосказанностью. По мнению обозревателя «Газеты.ру» Павла Воронкова, «Третий день» — «один из самых необычных и запоминающихся проектов года».